# Maryse Dubuc
Maryse Dubuc, dite Dubuc (née le 21 octobre 1977 à Sherbrooke (Québec), est une scénariste de bande dessinée québécoise.

## Biographie
Maryse Dubuc est née le 21 octobre 1977 à Sherbrooke. Elle a fait ses études secondaires au collège François-Delaplace puis elle complète un diplôme d’études collégiales en lettres françaises au Cégep de Sherbrooke. Durant ses études collégiales, elle est coloriste pour Pignouf, une publication mensuelle de bandes-dessinées. Elle étudie ensuite en communication à l’UQAM. Ses premières publications paraissent en 2002 chez l’éditeur Modulo. Elle se consacre alors surtout à l’écrire de littérature jeunesse et son premier roman, La fille parfaite, est publié en 2003. Son intérêt pour la bande-dessinée demeure et elle colorie des albums qui paraissent aux éditions Les 400 Coups, au Québec, et Vents d'Ouest, en France. En collaboration avec Delaf, elle crée la série Les Nombrils. Les planches paraissent d’abord dans le magazine humoristique Safarir avant de devenir des albums publiés par la maison d’édition belge Dupuis. Le premier album parait en 2006 et des contenus sont prépubliés dans le magazine Spirou.

## Publications

### Série de bande dessinée

#### Les Nombrils, dessin de Delaf, Éditions Dupuis
1. Pour qui tu te prends ?, 2006.
2. Sale temps pour les moches, 2007.
3. Les liens de l'amitié, 2008.
4. Duel de belles, 2009.
5. Un couple d'enfer, 2011.
6. Un été trop mortel !, 2013.
7. Un bonheur presque parfait, 2015.
8. EX, drague et rock'n'roll !, 2018.

#### Les Vacheries des nombrils, Éditions Dupuis
1. Vachement copines !, 2017.
2. Une fille en or, 2019.

### Romans pour la jeunesse
- La Fille parfaite, Éditions Vents d'Ouest Canada, Collection ADO, septembre 2003  (ISBN 289537063X)
- Ma voisine est une vedette, Éditions Vents d'Ouest Canada, Collection ADO, septembre 2004  (ISBN 2895370788)
- Vert Avril, Éditions Vents d'Ouest Canada, Collection ADO, novembre 2005  (ISBN 2895371024)

### Contributions
- Le Guide junior pour bien élever ses parents, Goupil & Douyé & Delaf, Éditions Vents d'Ouest, Collection Le guide junior, mars 2005  (ISBN 2749302137)

## Prix et récompenses
- 2007 : Prix Albéric-Bourgeois pour Les Nombrils, t. 1 : Pour qui tu te prends ? (avec Delaf)
- 2009 : Prix Albéric-Bourgeois pour Les Nombrils, t. 3 : Les Liens de l'amitié (avec Delaf)
- 2010 : Prix Joe Shuster de la meilleure scénariste pour Les Nombrils, t. 4 : Duel de belles[3]